# Simpatectomie
Simpatectomia (simpatectomia toracică endoscopică - STE) este ablația chirurgicală a ramurii nervoase simpatice pentru tratarea hiperhidrozei (transpirației excesive) mâinilor și axilelor.

## Procedee
Ramurile nervoase simpatice formează o rețea de nervi localizată lângă coaste (zona toracică), în apropierea vertebrelor.
Printre aceste ramificații este una specifică care formează ganglionii responsabili pentru transpirația excesivă. Înlăturarea ei se poate efectua chirurgical, prin cauterizare, prin tăierea ramificațiilor sale și prin cea mai recentă tehnică care constă în plasarea unei cleme din titan pe nervul simpatic.
Pentru tratarea așa-numitei hiperhidroze palmare, sunt vizați ganglionii T3-T4; pentru a trata hiperhidroza axială și hiperhidroza palmară moderată sau minoră, sunt suprimați ganglionii T4-T5. Cu cât mai sus (mai aproape de T2) este efectuată inhibarea, cu atât mai mari sunt șansele de transpirație compensatorie, cea care apare după intervenția chirurgicală.

## Efectele fizice, psihice și emoționale
Simpatectomia dezactivează, prin intermediul intervenției chirurgicale, o parte a sistemului nervos autonom (și, prin urmare întrerupe semnalele sale din creier) cu scopul de a elimina sau atenua problema desemnată. Mai mulți medici care nu susțin simpatectomia au considerat această practică discutabilă, în special pentru că scopul ei este să distrugă nervii funcționali anatomic.
Rezultatele exacte ale simpatectomiei sunt imposibile de prezis, datorită unei variații anatomice considerabile a funcției nervoase de la un pacient la altul, precum și din cauza variațiilor tehnicii chirurgicale. Sistemul nervos autonom nu este exact anatomic și pot exista legături care sunt imprevizibil afectate atunci când nervii sunt dezactivați. Această problemă a fost demonstrată de un număr considerabil de pacienți care au fost supuși simpatectomiei la același nivel pentru transpirația mâinilor, dar care au prezentat apoi o reducere sau eliminare a transpirației picioarelor, spre deosebire de alții care nu au fost afectați în acest fel. Nu există nicio operație eficace pentru eliminarea transpirației piciorului, cu excepția simpatectomiei lombare, la capătul opus al lanțului simpatic.

## Controverse
În anul 2003, simpatectomia a fost interzisă în patria ei, Suedia, din cauza numărului covârșitor de plângeri din partea pacienților cu handicap. În alte țări, inclusiv Statele Unite ale Americii, este o procedură nereglementată cunoscută.
În internet există mai multe site-uri web coordonate de chirurgi care elogiază beneficiile simpatectomiei. Cu toate acestea, există și numeroase site-uri web coordonate de către victimele simpatectomiei cu handicap care se plâng de reacții adverse grave ce duc la scăderea capacității de lucru și a capacității de a efectua activitățile zilnice, precum și de absența unui consimțământ în deplină cunoștință de cauză adecvat. Mai multe forumuri și site-uri de discuții online care sunt dedicate simpatectomiei abundă de mărturii ale pacienților.